# Conus erythraeensis
Conus erythraeensis е вид охлюв от семейство Conidae. Видът не е застрашен от изчезване.

## Разпространение и местообитание
Разпространен е в Джибути, Еритрея, Йемен, Оман, Саудитска Арабия, Сомалия и Судан.
Обитава пясъчните дъна на морета, заливи и лагуни.